# Valmont, Moselle
Valmont là một xã trong vùng Grand Est, thuộc tỉnh Moselle, quận Forbach, tổng Saint-Avold 1. Tọa độ địa lý của xã là 49° 05' vĩ độ bắc, 06° 41' kinh độ đông. Valmont nằm trên độ cao trung bình là 321 mét trên mực nước biển, có điểm thấp nhất là 246 mét và điểm cao nhất là 387 mét. Xã có diện tích 9,24 km², dân số vào thời điểm 1999 là 3144 người; mật độ dân số là 340 người/km².

## Thông tin nhân khẩu
| 1962 | 1968 | 1975 | 1982 | 1990 | 1999 |
| ---- | ---- | ---- | ---- | ---- | ---- |
| 2030 | 2097 | 2289 | 3038 | 3062 | 3144 |